# Cubocephalus mirabilis
Cubocephalus mirabilis är en stekelart som först beskrevs av Heinrich 1949.  Cubocephalus mirabilis ingår i släktet Cubocephalus och familjen brokparasitsteklar. Inga underarter finns listade i Catalogue of Life.